# بامونها
بَمُنهة أو (نقحرة: بامونها) (بالبرتغالية: Pamonha‏) هو طبق برازيلي تقليدي مصنوع من الذرة الطازجة، بحيث يُصنع من عجينة مصنوعة من الذرة المبشورة، تُعجن بشكل دقيق؛ ثُمَّ يتم لفها بإحكام في قشور الذرة الطازجة ثُمَّ طهيها في الماء المغلي. وبحسب المكونات، من المُمكن أَن تكون الوجبة حلوة أو مالحة.